# 中国太阳谷
中國太陽谷位於中华人民共和国山東省德州市，是在中國大陸利用太陽能的「一個大規模的社會，經濟和生態工程」。它計劃將耗資7.4亿美元，其中包括1000萬美元沿道路安裝太陽能照明。 該項目是由世界上最大的太陽能熱水器生產企業皇明太陽能集團领导的。
 太阳谷的命名，是模仿硅谷一词。